# Sylvie Richterová
Sylvie Richterová (née le 20 août 1945 à Brno) est une écrivaine tchèque, professeur de littérature tchèque, auteure de proses expérimentales, romans, recueils de poésie et essais littéraires.

## Biographie

### Brno et Prague
Sylvie Richterová naît en Moravie à Brno, en Tchécoslovaquie, en 1945,. Elle y grandit jusqu’à ses dix-huit ans. À partir de 1963, elle vit à Prague où elle étudie les langues étrangères et la littérature à l’université. Elle termine en 1967 et enchaîne avec une thèse de doctorat à la faculté des lettres de l’université Charles, soutenue en 1971. En 1967, elle épouse le bohémiste italien Sergio Corduas. En 1968 leur fille Miléna naît. La famille vit à Brno, Bratislava et Prague. À cette époque, elle commence à écrire, mais souhaite garder son indépendance et la situation politique. L'occupation militaire de la Tchécoslovaquie en août 1968 la dissuadent de se manifester publiquement. Elle travaille comme traductrice, étudie la littérature et l’esthétique et se lie d’amitié avec le philosophe Robert Kalivoda et le professeur d’esthétique Oleg Sus.

### Italie
À la fin de l’année 1971, elle s’installe à Rome avec son mari et leur fille. Elle s’inscrit à la faculté des lettres de l’Università degli Studi (La Sapienza) au centre des études slaves et suit des cours de littérature tchèque, enseignée par le poète, critique littéraire et slavisant Angelo Maria Ripellino. Après la fin de ses études en 1974, Rippelino lui propose de s’associer au travail de la chaire de la littérature tchèque et slovaque. 
Après son divorce en 1974, elle décide de ne pas quitter l’Italie : en Tchécoslovaquie, le régime totalitaire de l’après 1968 réprime en effet sans ménagement toutes manifestations de liberté. Parmi les personnes emprisonnées figurent également sa sœur Zuzana Richterová et par la suite nombre de ses amis. À Rome, Sylvie Richterová gagne sa vie en tant que traductrice, obtient ensuite une bourse du Conseil national de la recherche (CNR) et commence à travailler à l’Institut de philologie slave à l’université La Sapienza. Collaboratrice occasionnelle de la télévision italienne, elle a travaillé sur les émissions consacrées aux dissidents des pays de l’Europe centrale et orientale. Elle écrit quelques émissions consacrées à la littérature tchèque en collaboration avec le poète et collègue Enzo De Filippis pour la radio. 
Elle bénéfice de la double nationalité depuis 1967 grâce à son mariage, ce qui lui ouvre le droit de se rendre tout au long des années 1970 et 1980 en Tchécoslovaquie, chose impossible à l'époque aux personnes ayant quitté le pays sans y avoir été autorisées au préalable. Elle devient ainsi l’intermédiaire entre les milieux de la dissidence dans le pays et en exil, en particulier avec le journaliste et l’homme politique Jiří Pelikán, qui publie à Rome la revue Listy. Elle-même y publie sous différents pseudonymes. Sous son nom, Sylvie Richterová écrit aussi pour d’autres revues tchèques d’exil éditées à Paris, Svědectví/Témoignage, dirigée par Pavel Tigrid et Lettre International, dirigée par A.J. Liehm et d’autres périodiques d’exil. Elle collabore avec une série d’écrivains de la diaspora tchèque en Europe occidentale, dans le cercle des plus proches se trouvaient Jiří Kolář, Milan Kundera, Věra Linhartová, Antonín Brousek, Jiří Gruša, Jan Vladislav et Petr Král. La Sécurité d'État tchécoslovaque la surveille étroitement et l’interroge plusieurs fois. 
Les livres écrits avant 1989 sont publiés dans les samizdats et les maisons d’éditions en exil. Parmi ses amis à Prague figurent Sergej Machonin, Ludvík Vaculík, Jan Skácel, Miroslav Červenka, Josef Hiršal et Bohumila Grögerová. En 1987, elle est nommée professeure de langue et de littérature tchèque. elle participe également cette année-là à une réunion des écrivains tchèques et slovaques appartenant au milieu dissident, dans la maison de campagne de Václav Havel à Hrádeček. 
L’important objectif, rapprocher les deux visions culturelles et spirituelles d'une Europe tragiquement divisée, constitue le dénominateur commun, à des niveaux différents, à la fois de son œuvre littéraire et de ses travaux universitaires.
Depuis les années 1990, Sylvie Richterová vit entre Prague et Rome. Elle écrit en tchèque et en italien, notamment les essais. 

### Récompenses
- 1994 : Prix annuel du Fonds littéraire tchèque pour la prose[5],[6]
- 2016 : Prix du Fonds littéraire tchèque pour l’œuvre littéraire marquante de l’année 2015
- 2017 : Prix Tom Stoppard (en)[6]

### Activités universitaires
Entre 1974 et 2009, Sylvie Richterová a enseigné dans les universités à Rome, à Padoue, à Viterbe, ensuite à nouveau à Rome, en tant que boursière, lectrice et comme professeure associée, puis ordinaire. À partir de 1974 en effet, elle est employée à l'Université La Sapienza de Rome, d'abord comme chercheuse sur les études tchèques, et à partir de 1977 comme professeur de langue tchèque. Dans les années 1980-1987, elle est chercheuse à l'Institut de philologie slave. En 1987, elle devient professeur de langue et de littérature tchèques. Elle enseigne dans un premier temps à l'Université de Padoue pendant trois ans, puis à Université de la Tuscia à Viterbe. Puis à partir de 1997, elle travaille à nouveau à l'Université de La Sapienza à Rome. En 2009, elle quitte ces emplois universitaires pour se consacrer pleinement à l'écriture.
En 2009, l’université de Bohême du Sud à České Budějovice lui décerne un titre de docteur honoris causa.

## Création littéraire

### Prose
En 1975, Sylvie Richterová achève à Rome sa première prose Návraty a jiné ztráty (Retours et autres pertes). Avec l’aide de Sergej Machonin et de Drahoslava Janderová, le manuscrit est publié en samizdat en 1977, à l’Edice Petlice (Édition Verrou), fondée et dirigée par Ludvík Vaculík. L’année suivante, le livre est édité par Josef Škvorecký dans sa maison d’édition Sixty-Eight Publishers à Toronto. Ses premières proses ont été qualifiées d’« expérimentales » du fait d’une transgression des canons narratifs traditionnels. Prolongeant les recherches de nouvelles formes romanesques du XXe siècle inaugurées par Broch et Musil, la composition  de ces proses correspond aux processus de la pensée, caractérisés par les retours dans le temps et dans l’espace, éclairant progressivement le thème sous différents angles, et par un morcellement de petits tableaux  : « une alchimie unique du temps, des lieux et des rencontres »,.

### Poésie
Deux recueils et des poèmes publiés dans les revues depuis le milieu des années 1980 : sa production de poésie n’est pas d’un volume important, mais se révèle inventive. Ainsi, dans le recueil Neviditelné jistoty, (Les Certitudes invisibles) paru en 1994, elle confirme son goût pour la puissance évocatrice des mots et pour le pouvoir de l'imaginarion.

### Essais
Les quatre volumes d’essais sont consacrés notamment à la littérature tchèque moderne, dont la poésie.

## Principales publications

### Prose
- Návraty a jiné ztráty, samizdat 1977; Sixty Eight Publishers, Toronto, 1978

En français: Retours et autres pertes, traduction Nathalie Zanello, Ed. de septembre, Paris, 1992.  (ISBN 2-87914-007-2)
- Rozptýlené podoby, (Les Figures dissipées) samizdat 1979; Mladá fronta, Prague, 1993  (ISBN 80-204-0390-6)
- Místopis, (Topographie) samizdat 1981; Index, Köln am Rhein, 1983,  (ISBN 88-7641-036-8)[10]

En italien: Topografia, traduzione  Caterina Graziadei e l’autrice, E/O, Roma, 1986,  (ISBN 88-7641-036-8)

En français: Topographie, (Sylvie Richter), traduction Nathalie Zanello, Gallimard, Paris, 1992,  (ISBN 2-07-073157-X)
- Slabikář otcovského jazyka, (Le Syllabaire de la langue paternelle), samizdat 1987.
- Slabikář otcovského jazyka (l’édition augmentée qui comprend Návraty a jiné ztráty, Místopis, Slabikář otcovského jazyka), Atlantis -Arkýř, Brno, 1991,  (ISBN 80-7108-022-5)
- Druhé loučení, (Second Adieu) Mladá fronta, Prague, 1994,  (ISBN 80-204-0494-5)

En français: Second Adieu, (Sylvie Richter), traduction Nathalie Zanello, Gallimard, Paris, 1994,  (ISBN 2-07-074059-5),

En bulgare: Povtorno sbosuvanje, traduction Margarita Mladenova, Heron Pres, Sofia, 2005,  (ISBN 954-580-182-4)
- Každá věc ať dospěje na své místo, (Que toute chose trouve sa place), Torst, Praha, 2014,  (ISBN 978-80-7215-475-3)

### Poésie
- Neviditelné jistoty, (Les Certitudes invisibles) samizdat , Artforum, Praha, 1994,  (ISBN 80-85271-16-8)
- Čas věčnost, (Temps Éternité), Torst, Praha, 2003,  (ISBN 978-80-7215-475-3)

### Essais
- Slova a ticho, (Les Mots et le Silence), postface  Květoslav Chvatík, Arkýř, München, 1986,  (ISBN 978-80-7215-475-3) ; deuxième édition, Československý spisovatel, Prague, 1992,  (ISBN 80-202-0333-8)
- Ticho a smích, (Le Silence et le Rire), Mladá fronta, Praha 1997,  (ISBN 80-202-0333-8)
- Místo domova, (Au lieu de chez-soi), Host, Brno 2004,  (ISBN 80-7294-131-3)
- Eseje o české literatuře, (Les Essais sur la littérature tchèque), Pulchra, Prague 2015,  (ISBN 978-80-7215-475-3)[13][14]

### Bibliophilie
- Le Brave Soldat Chvéïk : Le Cliché et le non-sens comme expression d’un monde en dissolution. Gravures de J.-P.-Pincemin. Jean-Pierre Pincemin éditions, Authon-La-Plaine, 1989.

#### Anthologies de prose et de poésie
- Generace 35-45, (La Génération 35-45), Arkýř, München 1986. Odmítám dnes programově; Skrytý život knih, (Je refuse aujourd’hui par principe; La Vie cachée des livres)., pp.311-328,  (ISBN 3-922810-13-6)
- Aus zwanzig Jahren Finsternis. Tschechische uns slowakische Erzählungen 1997-1990, sous la direction de Paul Kruntorad, Milan Jungmann, Josef Bžoch. Kinder und Tiere, pp. 228-236, Deutichcke, Wien, 1991,  (ISBN 3-216-07830-2)
- Ich trage das Land, sous la direction de  Barbara Neuwirth. Abc-Buch der Vatersprache, p.223-230, Wieser Verlag, Klagenfurt, 1996,  (ISBN 3-85129-148-4)
- This Side of reality. Modern Czech Writting, sous la direction de Alexandra Büchler, Serpent’s Tale. Fear Trip, p. 94-110, London-New York, 1996,  (ISBN 1-85242-378-1)
- Europa erlesen. Mähren, sous la direction de Christa Rothmeier. Abc-Buch der Vatersprache, p. 140-141, Wieser Verlag, Klagenfurt, 1997,  (ISBN 9783851292183)
- Tre tjeckiska författarinor: Zuzana Brabcová, Daniela Hodrová, Sylvie Richterová. Préface Alice Jedličková, Charta 77-Stiftelsen, Stockholm, 1997, ISSN 0282-2520
- Allskin and other Tales by contemporary czech women, sous la direction de Alexandra Büchler, Women in Translation, Sylvie Richter, Fragments and Likenesses, p. 209-223, Seattle, 1998,  (ISBN 1-879679-11-6)
- Wuhladko. Literarny almanach, sous la direction de Roźa Domašcyna. Druhe božemje, p.36-45, Domovina Verlag, Budyšín, 2003  (ISBN 3-7420-1861-2)
- Ber po čem toužíš. Ze světla do tmy, ze tmy do světla, (Prends ce que tu désires. De la lumière vers l’obscurité, de l’obscurité vers la lumière), pp. 122-137, Éditions Listen, 2006  (ISBN 80-86526-20-8)

#### Traductions
- Jan Skácel, Il difetto delle pesche (Chyba broskví, la faute des pêches), Il pruno, Roma, 1981.
- Jiří Kolář, Opere postume del signor A, traduit avec  Alessandra Mura, Revue K, Altforteville, 1990.

#### Articles de dictionnaire
- Letteratura ceca, in: Dizionario della letteratuta mondiale del ‘900, Edizioni Paoline, Roma, 1980.
- Hašek Jaroslav, Mácha Karel Hynek in Dictionnaire universel des Littératures, Presses universitaires de France, Paris, 1994.
- Jaroslav Hašek, in: Patrimoine littéraire. Auteurs européens du premier XXe siècle, vol. 1, sous la direction de Jean-Claude Polet, De Boeck Université, Bruxelles 2002, pp. 22-33.

## Sur Sylvie Richterová
- Milan Kundera, «Savoir rester dans l’essentiel – à propos de Retours et autres pertes de Sylvie Richterova», dans : L’art du roman, novembre 1993, Arléa, Paris, pp. 88-92
- Zuzana Stolz-Hladká, «Vzdálení od sebe sama aneb Lov na Slepého Narcise», [«L’Éloignement de soi-même ou Chasser Narcisse aveugle»], dans : Světová literárněvědná bohemistika. Úvahy a studie o české literatuře, Ústav pro českou literaturu AV, [La Bohémistique littéraire du monde entier, II, Réfléxions et études sur la littérature tchèque, Actes du Congrès mondial de bohémistique littéraire], Prague, 28 – 30 juin 1995), Prague 1995, pp. 709-723.  (ISBN 80-85778-16-5)
- Irina Wutsdorff, «Polyphoner Roman und polyphone Prosa. Zur Verwendung des (musikwissenschaftlichen) Begriffs Polyphonie in der Literaturwissenschaft am Beispiel M. Kunderas und S. Richterovás», dans : Zeitschrift für Slavische Philologie 58 (1999) 2, pp. 427-443.
- Nathalie Zanello, «Sylvie Richterová et le motif du retour», dans : Le Roman tchèque dans le contexte international, Presses de l‘université de Paris-Sorbonne, Paris, 1999, pp. 107-125.  (ISBN 2-84050-004-3).
- Alice Jedličková, «Snění o citátech - Sylvie Richterové», [«Rêver des citations – de Sylvie Richterová»], dans : Jak reflektujeme českou literaturu vzniklou v zahraničí, [Comment lisons-nous la littérature tchèque écrite à l’étranger], Obec spisovatelů, Prague 2000, pp.133-138.
- Joanna Czaplińska, «Piszę, wiec jestem (soba). Sylvie Richterová: Powraty i inne zguby», [«J’écris, donc je suis (moi-même). Sylvie Richterová: Retours et autres pertes»], dans : Tożsamość banity, Universytet sczeciński, Szcecin 2006, pp. 48-67.  (ISBN 83-7241-522-6)
- Massimo Rizzante, «Frontiere erranti, in : Non siamo gli ultimi» [«Errances à la frontière du temps, dans Second Adieu de Sylvie Richterová»,  L'Atelier du roman no 23, septembre 2000, Paris 2000, p. 135-140.
- Jiří Krejčí, «Pravda čili trpký lék», [«La Vérité, un remède amer»], Host, 2014, roč. XXX, č. 8, s. 84.
- Pavel Horký, «Sylvie Richterová: Vlákna lidských osudů v proměnách času» [« Les Fibres des destins humains à travers le temps »], H_aluze. 2014, 7(29), pp.9-10. ISSN 1803-8077.